# Lago di Laux
Il lago di Laux è un lago della Val Chisone, in Piemonte.

## Caratteristiche
Il lago si trova in destra orografica del Chisone, a breve distanza dal torrente. Ricade nel territorio comunale di Usseaux; la sua quota è di 1381 m s.l.m.. Presso lo specchio d'acqua sorge l'omonima borgata di Laux, considerata una delle più intatte della vallata. 

## Folklore

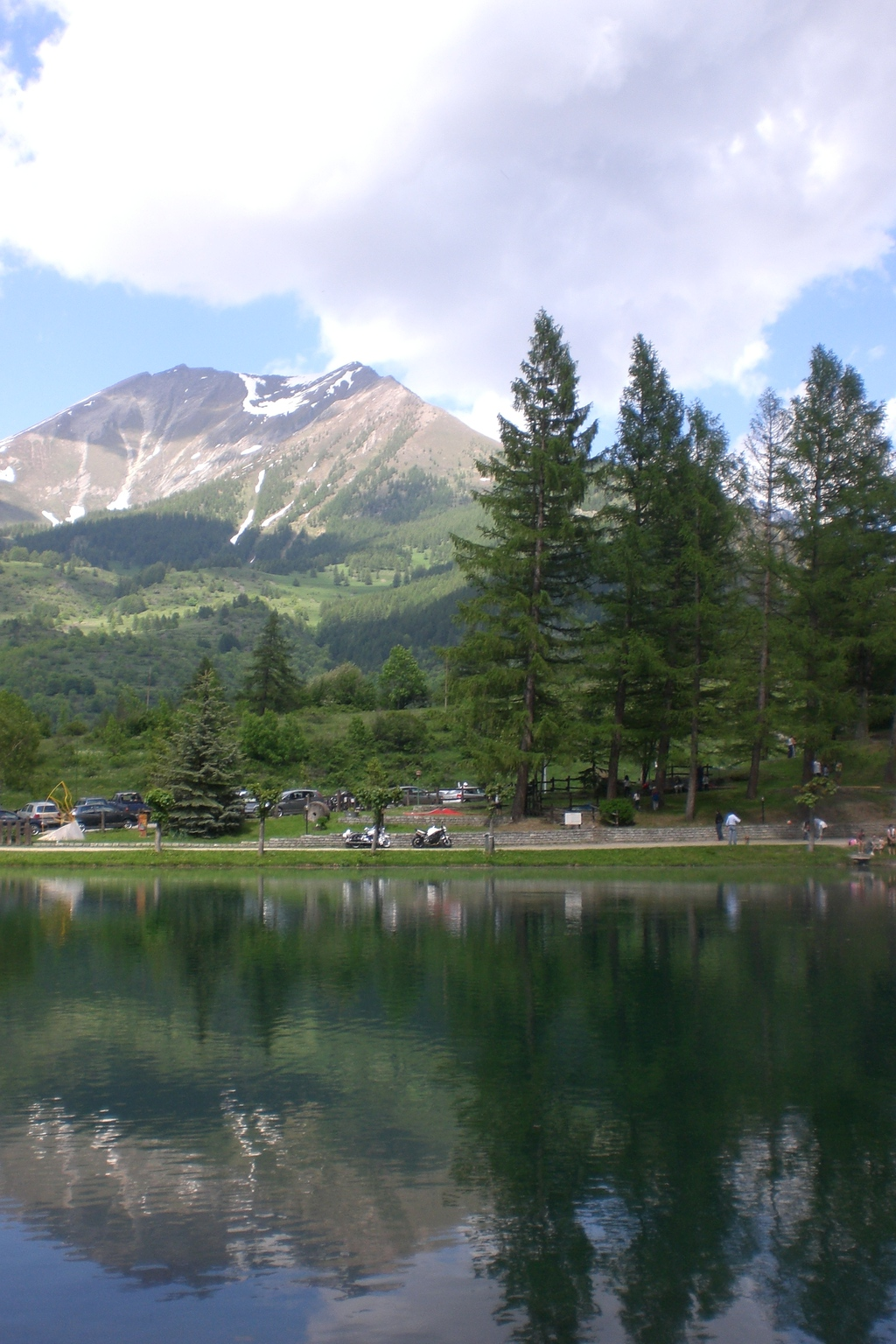
Il lago a inizio giugno

Secondo una leggenda locale, in passato il luogo dove ora si trova il piccolo lago era occupato da un pianoro prativo, frequentato dai pastori della zona che ne apprezzavano la ricchezza di erba. La comunità locale era composta di persone pie e religiose, ma vi si trasferì un uomo che aveva ricevuto in eredità un appezzamento e che aveva l'abitudine di bestemmiare, era egoista e non rispettava le festività ed i momenti di preghiera. Un giorno, mentre l'uomo arava il proprio campo durante una giornata festiva, il cielo si rannuvolò ed in breve il pianoro venne invaso dall'acqua. Secondo alcuni in fondo al lago si può ancora intravedere l'aratro utilizzato dal contadino.